# Craig Wittus
Craig Wittus, né le 24 février 1957 à Détroit, est un joueur de tennis américain.

## Palmarès

### Finale en simple messieurs
| No | Date       | Nom et lieu du tournoi              | Catégorie | Dotation | Surface         | Vainqueur    | Score    |  |
| -- | ---------- | ----------------------------------- | --------- | -------- | --------------- | ------------ | -------- |  |
| 1  | 08-11-1982 | Tournoi de tennis de Taïwan, Taïwan |           | 75 000 $ | Moquette (int.) | Brad Gilbert | 6-1, 6-4 |  |

### Titres en double messieurs
| No | Date       | Nom et lieu du tournoi               | Catégorie | Dotation  | Surface      | Partenaire    | Finalistes                         | Score         |  |
| -- | ---------- | ------------------------------------ | --------- | --------- | ------------ | ------------- | ---------------------------------- | ------------- |  |
| 1  | 08-02-1982 | Tournoi de tennis de Caracas Caracas |           | NC $      | Dur (ext.)   | Steve Meister | Eric Fromm Cary Leeds              | 6-7, 7-6, 6-4 |  |
| 2  | 12-07-1982 | Tournoi de tennis US Pro Boston      |           | 200 000 $ | Terre (ext.) | Steve Meister | Freddie Sauer Schalk van der Merwe | 6-2, 6-3      |  |

### Finale en double messieurs
| No | Date       | Nom et lieu du tournoi           | Catégorie | Dotation | Surface    | Vainqueurs                | Partenaire    | Score    |  |
| -- | ---------- | -------------------------------- | --------- | -------- | ---------- | ------------------------- | ------------- | -------- |  |
| 1  | 09-08-1982 | Fazio's Tennis Classic Cleveland |           | 75 000 $ | Dur (ext.) | Victor Amaya Hank Pfister | Matt Mitchell | 6-4, 7-6 |  |

## Parcours dans les tournois duGrand Chelem

### En simple
| Année | Open d'Australie | Open d'Australie | Internationaux de France | Internationaux de France | Wimbledon       | Wimbledon   | US Open         | US Open     | Open d'Australie | Open d'Australie |
| ----- | ---------------- | ---------------- | ------------------------ | ------------------------ | --------------- | ----------- | --------------- | ----------- | ---------------- | ---------------- |
| 1981  | n.o.             | n.o.             | 1er tour (1/64)          | C. Mayotte               | 2e tour (1/32)  | B. Drewett  | 1er tour (1/64) | F. Buehning | 1er tour (1/32)  | R. Lewis         |
| 1982  | n.o.             | n.o.             | 1er tour (1/64)          | J. Lloyd                 | 1er tour (1/64) | J. Kriek    | —               | —           | —                | —                |
| 1983  | n.o.             | n.o.             | —                        | —                        | 1er tour (1/64) | F. Buehning | 1er tour (1/64) | P. Cash     | —                | —                |
| 1984  | n.o.             | n.o.             | —                        | —                        | 2e tour (1/32)  | M. Davis    | —               | —           | —                | —                |

N.B. : à droite du résultat se trouve le nom de l'ultime adversaire.

### En double
| Année | Open d'Australie | Open d'Australie | Internationaux de France   | Internationaux de France   | Wimbledon                     | Wimbledon              | US Open                   | US Open                   | Open d'Australie             | Open d'Australie      |
| ----- | ---------------- | ---------------- | -------------------------- | -------------------------- | ----------------------------- | ---------------------- | ------------------------- | ------------------------- | ---------------------------- | --------------------- |
| 1980  | n.o.             | n.o.             | 1er tour (1/32) G. Holroyd | J.C. Lewis G. Petrovic     | —                             | —                      | —                         | —                         | 1er tour (1/16) G. Holroyd   | D. Collings D. Crealy |
| 1981  | n.o.             | n.o.             | 1er tour (1/32) C. Skakle  | P. Hjertquist S. Krulevitz | 1er tour (1/32) I. Harris     | J. L. Clerc I. Năstase | 1er tour (1/32) B. Sisson | T. Okker D. Stockton      | 1er tour (1/16) R. Hightower | D. Carter P. Kronk    |
| 1982  | n.o.             | n.o.             | 1er tour (1/32) S. Meister | B. Guan D. Tarr            | 1er tour (1/32) S. Meister    | M. Davis C. Dunk       | 1/8 de finale S. Meister  | B. Gottfried R. Ramírez   | —                            | —                     |
| 1983  | n.o.             | n.o.             | —                          | —                          | 2e tour (1/16) M. Mitchell    | P. Cash C. Miller      | 2e tour (1/16) S. Meister | T. Giammalva S. Giammalva | —                            | —                     |
| 1984  | n.o.             | n.o.             | 1/8 de finale C. Strode    | B. Gottfried S. Edberg     | 1er tour (1/32) G. Donnelly   | K. Curren S. Denton    | 1/8 de finale T. Delatte  | J. Fitzgerald T. Šmíd     | 1er tour (1/32) B. Levine    | D. Dowlen P. Rennert  |
| 1985  | n.o.             | n.o.             | 2e tour (1/16) C. Strode   | F. González M. Mitchell    | —                             | —                      | 2e tour (1/16) S. Meister | A. Kohlberg R. Van't Hof  | —                            | —                     |
| 1986  | n.o.             | n.o.             | 1er tour (1/32) Campbell   | Layendecker G. Michibata   | 1er tour (1/32) P. Hjertquist | C. Cox N. Odizor       | —                         | —                         | n.o.                         | n.o.                  |

N.B. : le nom du ou de la partenaire se trouve sous le résultat ; le nom des ultimes adversaires se trouve à droite.